# Sven Runström
Sven Runström (ur. 8 kwietnia 1896, zm. 25 marca 1966) – szwedzki lekkoatleta.

## Kariera
Na Letnich Igrzyskach Olimpijskich 1920 odpadł w eliminacjach trójskoku, zajmując 10. miejsce w grupie.